# 奥尔图-塞里尼亚克-基扬
奥尔图-塞里尼亚克-基扬（法語：Orthoux-Sérignac-Quilhan，法語發音：[ɔʁtu seʁiɲak kijɑ̃]）是法国加尔省的一个市镇，位于该省西部，属于勒维冈区。该市镇由奥尔图（Orthoux）、塞里尼亚克（Sérignac）和基扬（Quilhan）等村庄组成。

## 地理
奥尔图-塞里尼亚克-基扬（43°53'32"N, 4°3'25"E）面积13.98 平方千米，位于法国奧克西塔尼大區加尔省，该省份为法国南部沿海省份，南端濒地中海，北起顺时针与阿尔代什省、沃克吕兹省、罗讷河口省、埃罗省、阿韦龙省和洛泽尔省接壤。
与奥尔图-塞里尼亚克-基扬接壤的市镇（或旧市镇、城区）包括：布拉加萨尔格、布鲁泽莱基萨克、戛纳和克莱朗、加扬、莱克、利乌克、基萨克、萨尔当、维克-勒费斯克。

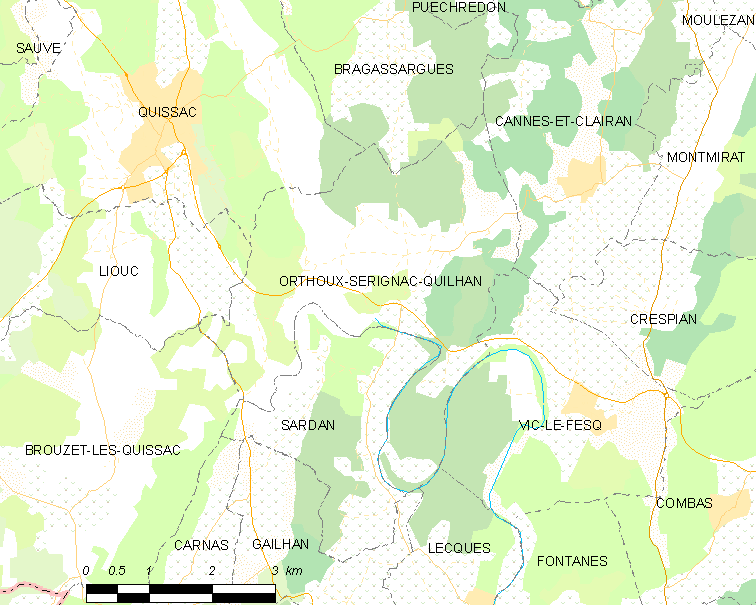
奥尔图-塞里尼亚克-基扬的OSM定位图

奥尔图-塞里尼亚克-基扬的时区为UTC+01:00、UTC+02:00（夏令时）。

## 行政
奥尔图-塞里尼亚克-基扬的邮政编码为30260，INSEE市镇编码为30192。

## 政治
奥尔图-塞里尼亚克-基扬所属的省级选区为基萨克县。

## 人口

1962-2008年间奥尔图-塞里尼亚克-基扬人口变化图示

奥尔图-塞里尼亚克-基扬于2022年1月1日时的人口数量为439人。